# Gagea dschungarica
Gagea dschungarica är en liljeväxtart som beskrevs av Eduard August von Regel. Gagea dschungarica ingår i Vårlökssläktet och i familjen liljeväxter. Inga underarter finns listade.